# Карлос Багер
Карлос Багер (13 березня 1768 — 29 лютого 1808) — каталонський композитор і органіст.

## Життєпис
Карлос Багер народився в Барселоні 1768 року. Про його походження відомо мало. Він був племінником Франческо Маринери, органіста Собору в Барселоні. Дядько і став його наставником в музиці.
У неповні 18 років, з 1786 року, Багер почав замінювати його в роботі. А після смерті Маринера, в 1789 році, Багер отримав посаду органіста Собору, яку займав до самої смерті.
Інтерпретації та імпровізації для органу принесли йому велику популярність, але найбільш важливий внесок полягає в його композиторській діяльності.
Твори Багера роблять його разом з Луїджі Боккеріні і Гаетано Брунетті, головним симфонистом Іспанії в класичну епоху.
Велика частина його симфоній написана явно під впливом італійських і німецьких майстрів — в тому числі Йозефа Гайдна і Плейеля.
Деякі з його учнів стали досить відомими музикантами: Метью Феррер, що змінив Багера на посаді органіста Собору, Рамон Карніцер (між 1806 і 1808) і, можливо, Бернат Бертрана.
Він помер в 1808 році, в день, коли французькі війська зайняли фортецю Барселони.
Багер створив 19 симфоній, 10 ораторій, сонати для фортепіано, труби і духовну музику.